# Emoji de Pistola
O emoji de pistola (🔫) é um emoji definido pelo Consórcio Unicode como uma representação de uma "arma de fogo" ou "revólver". 
Historicamente, era exibido como uma arma de fogo na maioria dos computadores (embora o Google já tenha usado um bacamarte); já em 2013, a Microsoft optou por substituir o emoji por uma arma de raios e em 2016 a Apple substituiu seu emoji por uma pistola d'água. Desde então, sua renderização tem sido inconsistente entre os fornecedores. A Microsoft mudou seu emoji de volta para um ícone de revólver durante 2016 e 2017, antes de trocá-lo por uma arma de raios (de estilo diferente); em 2018, Google e Samsung mudaram a renderização do emoji de seus dispositivos para uma pistola d'água, assim como as plataformas Facebook e Twitter. Em 2024, o Twitter (conhecido agora como "X") optou por restaurar o emoji de uma arma de fogo, embora em vez de um revólver usasse uma M1911 semiautomática.

## Histórico de desenvolvimento e uso
O emoji de pistola foi originalmente incluído em conjuntos de emojis proprietários da SoftBank Mobile e da KDDI. Em 2007, a Apple codificou-os usando o esquema de Área de Uso Privado da SoftBank. Como parte de um conjunto de caracteres provenientes da SoftBank e conjuntos de emojis da NTT Docomo, o emoji de arma foi aprovado como parte do Unicode 6.0 em 2010 sob o nome "Pistol". A popularidade global dos emojis aumentou no início e meados da década de 2010. O emoji de pistola foi incluído no Padrão Técnico Unicode para emoji (UTS #51) desde sua primeira edição (Emoji 1.0) em 2015.

## Controvérsia e mudanças de glifos

Evolução do emoji de pistola em plataformas selecionadas

Em agosto de 2016, a Apple anunciou que no iOS 10, sua renderização do emoji de pistola seria alterada de um revólver para uma pistola d'água; A Apple já havia pressionado o Consórcio Unicode para não aprovar um emoji de rifle, com um membro do consórcio citado dizendo que "engenheiros que estão preocupados com padrões e questões de internacionalização [...] agora têm que fazer algo mais alinhado com as equipes de marketing da Apple ou do Google". A mudança do glifo da Apple foi criticada por outros, entre eles o editor da Emojipedia, que não apoiou a mudança porque poderia fazer com que as mensagens parecessem diferentes para o destinatário do que o remetente pretendia.
Um dia após a alteração do glifo pela Apple, a Microsoft lançou uma atualização para o Windows 10 que mudou sua representação de longa data do emoji de pistola como uma arma de raio de brinquedo para um revólver real, dizendo ao Engadget : "Continuaremos a trabalhar com o Consórcio Unicode para refinar e atualizar glifos que refletem [sic] necessidades do cliente, feedback e suporte a um sistema consistente que funciona em todo o mundo digital".
Rob Price, 's Insider, disse que o "plano da Apple para combater a violência armada mudando um emoji" criou o potencial para "graves falhas de comunicação em diferentes plataformas" e perguntou "E se uma piada enviada de um usuário da Apple para um usuário do Google for mal interpretada por causa de diferenças na renderização? Ou se uma ameaça genuína enviada por um usuário do Google para um usuário da Apple não for relatada porque é considerada uma piada?" Margaret Rhodes, da Wired, disse que "o emoji de pistola d'água da Apple esconde uma grande declaração política". O Collegiate Times disse que "o uso do emoji de arma de fogo nem sempre indica violência armada". Jonathan Zittrain, no The New York Times, disse que a Apple não deveria ser mais responsável se alguém usa uma imagem de arma no abstrato do que se alguém digitar a palavra "arma". Em dezembro de 2017, a Apple e o WhatsApp eram os únicos fornecedores que usavam uma pistola d'água; Os conjuntos de emojis do Google, Microsoft, Samsung, HTC, Facebook, Facebook Messenger, Twitter, EmojiOne e Mozilla usaram um revólver, enquanto a LG e o emojidex usaram uma pistola. Em março de 2018, a Samsung também adotou uma pistola de água.
Em abril de 2018, após o tiroteio na escola secundária de Parkland e as subsequentes manifestações em massa nos Estados Unidos contra a violência armada, várias empresas mudaram suas representações do emoji para uma pistola de água; naquela época, Apple, Samsung, WhatsApp e Twitter usavam glifos de pistola de água, enquanto Google, Microsoft, Facebook, EmojiOne, Facebook Messenger, HTC e Mozilla usavam revólveres, e emojidex e LG usavam pistolas.
Em meados de 2019, o emoji de pistola foi renderizado como um revólver nos conjuntos de emojis do Facebook Messenger, HTC, Mozilla e Softbank, uma pistola nos conjuntos de emojis LG e Docomo e uma pistola de água nos conjuntos de emojis da Apple, Google, Microsoft, Samsung, WhatsApp, Twitter e Facebook; isso permaneceu o caso até 2020, 2021, 2022, e 2023.
Em julho de 2024, o emoji de pistola no X (antigo Twitter) foi alterado de volta para representar uma arma de fogo, com o proprietário do site, Elon Musk dizendo: "O nerfing do emoji de arma corresponde à ascensão do vírus woke, já que um princípio fundamental é igualar o dano falso ao dano real."

## Acusações criminais pelo uso de emoji de pistola
Em 2015, uma menina de 12 anos na Virgínia enfrentou acusações de crime, incluindo "assédio informático", por mensagens ameaçadoras que ela havia postado no Instagram que incluíam o emoji de pistola, juntamente com o emoji de faca e bomba. No Brooklyn, Nova York, no mesmo ano, um garoto de 17 anos foi acusado de usar o emoji de pistola em parte do que foi interpretado como uma ameaça. Elizabeth Nolan Brown, na Reason Magazine, disse: "Policiais foram enviados à casa de Aristy, que revistaram, encontrando maconha e uma arma de fogo. Além das acusações de "ameaças terroristas" e "assédio agravado", Aristy também foi acusado de porte de drogas e armas. Ele foi posteriormente indiciado, com fiança fixada em US$ 150.000."
Em 2016, um homem de 22 anos em Drôme, França, foi preso por 3 meses e multado em € 1.000 por um tribunal de Valence após enviar um emoji de arma para sua ex-namorada.